# Slayers Gorgeous
Slayers Gorgeous (スレイヤーズ ごうじゃす?, Sureiyāzu Gōjasu) è un film d'animazione del 1998 diretto da Hiroshi Watanabe.
Il soggetto è tratto dalla serie televisiva Slayers.

## Trama
Lina e Naga si ritrovano sugli opposti fronti di una lite familiare tra il re di un paese e la sua figlia che vuole un aumento della paghetta, e che usa il reggimento di dragoni appena costituito per sostenere le sue ragioni.

## Colonna sonora
Sigla di chiusura
- Raging Waves cantata da Megumi Hayashibara